# Francs Peak
Francs Peak je nejvyšší hora pohoří Absaroka Range, které je součástí Středních Skalnatých hor. Francs Peak leží na jižním konci pohoří, na jihu Park County, na severozápadě Wyomingu, ve Spojených státech amerických.
Hora vystupuje z východně ležící Bighornské pánve a převyšuje všechny ostatní vrcholy pohoří Absaroka Range o více než 150 metrů.